# L'Épiphanie
L'Épiphanie är en stad (kommun av typen ville) och tätort (centre de population) i provinsen Québec i Kanada. Den ligger i regionen Lanaudière norr om Montréal. I september 2017 hölls en folkomröstning om att slå ihop kommunen med grannkommunen Paroisse de L'Épiphanie, i båda kommunerna röstade en majoritet för sammanslagning.  Sammanslagningen genomfördes i maj 2018.